# برايان هايد
برايان هايد (بالإنجليزية: Brian Hyde)‏ هو منافس ألعاب قوى أمريكي، ولد في 13 أكتوبر 1972 في كينتوود في الولايات المتحدة.

## وصلات خارجية
- برايان هايد على موقع الاتحاد الدولي لألعاب القوى (الإنجليزية)
- برايان هايد على موقع أوليمبيديا (الإنجليزية)